# عثمان الحملي
عثمان بن يحيى بن إبراهيم يحيى محمد عثمان إبراهيم علي الحملي  مفسر وفقيه وعالم دين سعودي، هو أبو يحيى عثمان بن يحيى بن إبراهيم يحيى محمد عثمان إبراهيم علي الحملي  من بني شبيل ، ولد بمحافظة صامطة من منطقة جازان في المملكة العربية السعودية وذلك في عام 1383 هـ الموافق 1963 وتوفي يوم الخميس 24 شوال 1435 هـ.

## نسبه
هو أبو يحيى عثمان بن يحيى بن إبراهيم يحيى محمد عثمان إبراهيم علي الحملي وبنو حملة ينتسبون إلى القبيلة المعروفة آل همدان حيث ذكرهم بديع الزمان الهمداني وهمدان من قحطان وقبيلة الحمالية من القبائل المشهورة في جازان 
 بجنوب المملكة العربية السعودية.
ولد بمحافظة صامطة من منطقة جازان في المملكة العربية السعودية وذلك في عام 1383 هـ الموافق 1963 وتوفي يوم الأربعاء 24 شوال 1435 هـ

## نشأته وطلبه للعلم
نشأ عثمان يحيى الحملي في محافظة صامطة في بيئة علمية مُتعهدة للقرآن والصلاة والحرص على العلم النافع حيث التحق بالمعهد العلمي بصامطة وتخرج منها والتحق بجامعة الإمام محمد بن سعود الإسلامية وتخرج منها بعام (1407 هجري) وأخذ القراءات ( حفص وشعبه عن عاصم ) بالسند على يد الشيخ عُبيد الله الأفغاني 
- بكالوريوس من جامعة الإمام محمد بن سعود الإسلامية لعام 1407 هجري
- أستاذ التربية الإسلامية / مدارس تحفيظ القرآن الكريم بوزارة التربية والتعليم (وزارة التعليم حاليا)
- عمل معلماً في متوسطة صبيا في عام 1407 هجرياً

ثم أنتقل إلى أبي عريش ثم أنتقل إلى تحفيظ عبد الناصر خلوفة بمحافظة صامطة وعمل معلماً بها إلى أن تقاعد في عام 30 / 1 / 1433 بعد أن أمضى أكثر من أربع وعشرين سنة في مجال التدريس.

## أعماله
- داعية بالمكتب التعاوني للدعوة والإرشاد وتوعية الجاليات في محافظة صامطة- التابع لوزارة الشؤون الإسلامية.
- اماماً لمسجد الحمالية بصامطة.
- مشرفاً على دورات القرعاوي حيث تتلمذ على يديه عدد كبير من طلاب العلم.
- صدر له قبل وفاته كتاب فتح الوهّاب في هدي آيات الكتاب (مراجعة وتقديم صاحب الفضيلة العلامة :زيد محمد هادي المدخلي.
- عُرف بمتابعته لمواقع التواصل الاجتماعية حيث كان يلقي عدداً من الدروس عن طريق السكايب بالتعاون مع شبكة إمام الهجرة وميراث الأنبياء.
- عُرف بنشاطه البارز في توعية الجاليات الإسلامية والدعوة إلى الله في مكتب الدعوة والإرشاد بمحافظة صامطة.
- عُرف باعتنائه بالتفسير والأدب والتاريخ.

## شيوخه
- الشيخ زيد محمد هادي المدخلي
- الشيخ أحمد بن يحيى النجمي
- الشيخ عبيد الله الأفغاني (رواية حفص وشعبه عن عاصم)
- الشيخ عبد الصمد الكاتب (علم الفرائض)

أسماء المشايخ والدكاترة الذين درسو الشيخ عثمان في الجامعة:
- عبد الرحمن الطحان (تفسير – علوم حديث – علوم القرآن - الفرائض)
- عبد الصبور السعدني (قران - قراءات)
- أحمد فال (حديث – علوم الحديث)
- علي إبراهيم الغامدي (فقه – فرائض)
- إبراهيم سير مباركي (توحيد)
- عبد العال أبو سلمة (ثقافة)
- علي حسن الالمعي (حاضر العالم الإسلامي)
- علي راشد (تربية وطرق تدريس)
- أحمد عبد العال(توحيد – انظمة معادية)
- أبو زكري (لغة عربية)
- محمد علي عثمان (حديث - بحث)
- حسين عبد الهادي (تفسير)
- مصطفى الخن (فقه)
- رزق حجر (بحث ومصادر)
- يحيى معافا (توحيد)
- محمد إبراهيم خلوفه (بلاغة)
- صالح رضا (حديث)
- محمد علي الحازمي (لغة عربية)
- المحمدي عبد الرحمن (تفسير – علوم القرآن)

## طلابه
تتلمذ على يديه عدد كبير من طلاب العلم وحفاظ كتاب الله حيث كان أحن للصغير من الكبير.

## مؤلفاته
كتاب (فتح الوهّاب في هدي آيات الكتاب) مراجعة وتقديم العلامة :زيد محمد هادي المدخلي ( دار الاتباعي للنشر والتوزيع -الأزهر - القاهرة - جمهورية مصر العربية).
وكان قد بدأ قبل وفاته في شرح منظومة «نيل السول في تاريخ الأمم والرسول» للشيخ حافظ حكمي .

## وفاته
توفي في مستشفى صامطة العام حيث دخل مساء الثلاثاء بسبب ضيق التنفس وتوقف القلب ووافته المنية في فجر الإربعاء في الرابع والعشرون من شهر شوال لعام 1435 هجري الموافق للعشرون من شهر أغسطس لعام 2014 ميلادي.